# Marie-Anne de Mailly-Rubempré
Pour les articles homonymes, voir Mailly, Rubempré et Coislin.
Marie-Anne de Mailly-Rubempré, marquise de Coislin, est une aristocrate française et une maîtresse de Louis XV, née le 17 septembre 1732 et morte le 13 février 1817 à Paris.

## Biographie
Fille du général Louis de Mailly (1696-1767), chevalier des ordres du roi, et d'Anne-Françoise-Elisabeth Arbaleste de Melun, petite-fille de Louis, comte de Mailly et sœur de la princesse de Montbarrey, elle épouse en premières noces, le 8 octobre 1750, le marquis Charles-Georges-René du Cambout de Coislin.
Présentée à Louis XV en 1755 par l'intermédiaire du prince de Conti, elle devient une de ses maîtresses. Elle était surnommée « l'altière Vasthi ». Écartée par la marquise de Pompadour qui la craignait, elle est délaissée par le roi. Elle quitte alors la Cour et entreprend un voyage à travers l'Europe, durant lequel elle devient, entre autres, la maîtresse du roi Gustave III de Suède, ainsi que celle du tsar Pierre III de Russie.
Ruinée par la banqueroute du prince de Guéméné, à qui elle avait confiée une importante somme d'argent, elle rentre à Versailles après le décès de Louis XV.
À la Révolution, elle se cache à Rouen, puis en Bretagne et en Vendée.
Devenue l'amie et la confidente de Chateaubriand, qui était son locataire dans l'hôtel de Coislin, elle traverse discrètement la période de l'Empire et reçoit la visite du comte d'Artois à la Restauration.
Elle est inhumée au cimetière du Père-Lachaise (24e division). Sa sépulture fut sauvée de la destruction grâce à l'intervention, auprès de la Conservation du cimetière, de Colinette Miquelestorena-Albanese, et la restauration effectuée par José Larrère, mécène de l'Association Internationale du cimetière du Père-Lachaise, présidée par Domenico Gabrielli.